# Ondjaki

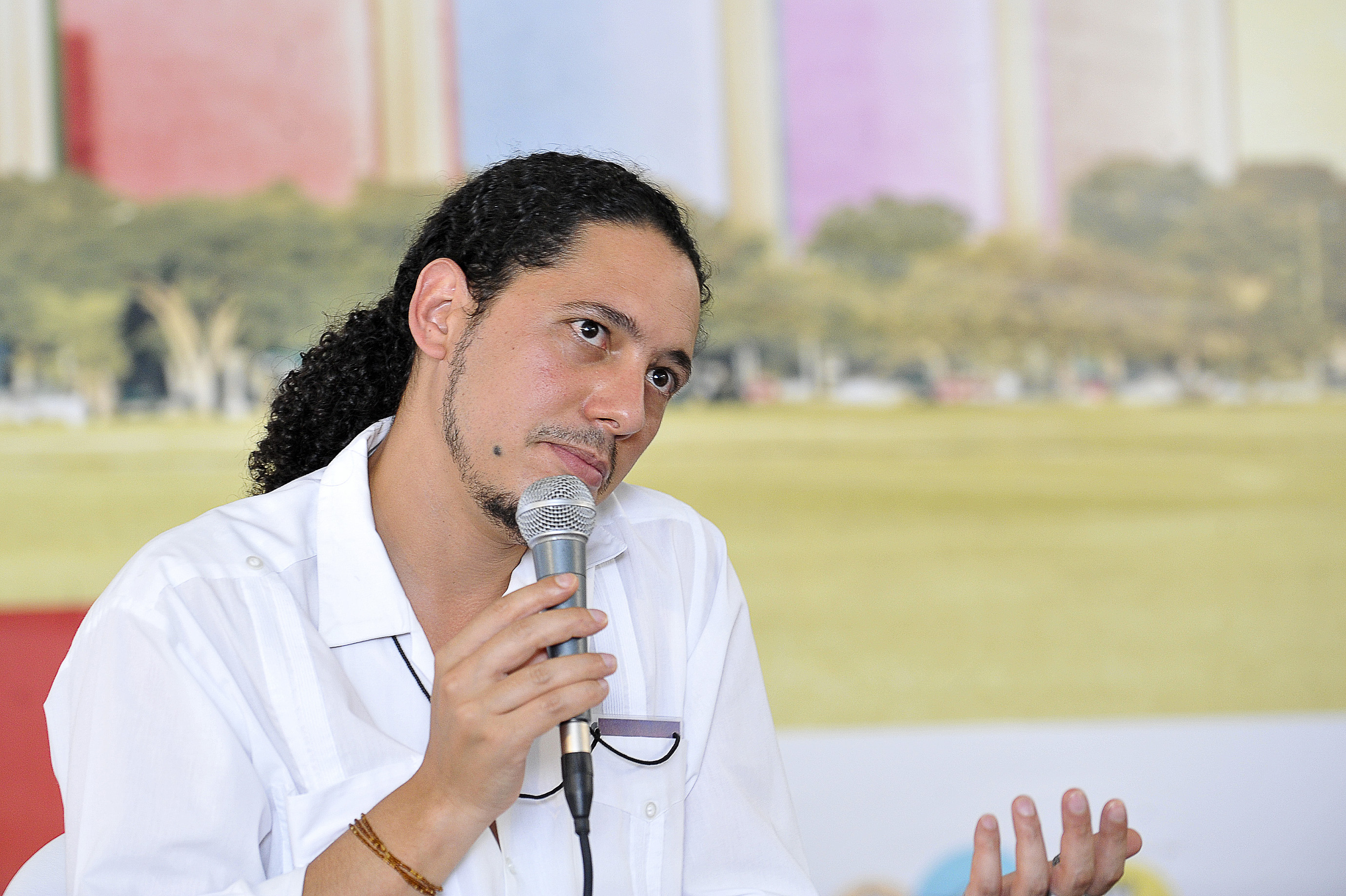
Ondjaki, 2012

Ondjaki (* 5. Juli 1977 in Luanda), eigentlich Ndalu de Almeida, ist ein angolanischer Schriftsteller.
Noch während seines Studiums der Soziologie in Lissabon – mit einer Abschlussarbeit über Luandino Vieira – veröffentlichte er 2000 in Luanda seinen ersten Gedichtband Actu Sangíneo, dem 2001 sein erster Roman Bom Dia Camaradas folgte. 2006 drehte er mit Kiluanje Liberdade den Dokumentarfilm Oxalá crescam Pitangas über seine Heimatstadt Luanda. 2008 erhielt er den Grinzane for Africa Award für junge Autoren, 2010 wurde sein Roman Avó Dezanove e o segredo do Soviético mit dem bedeutendsten brasilianischen Literaturpreis Prêmio Jabuti in der Kategorie Jugendbuch ausgezeichnet. 2013 erhielt er für seinen Roman Os Transparentes den Prémio José Saramago. Odjaki lebt nach Jahren in Rio de Janeiro, Brasilien nun wieder in seiner Geburtsstadt Luanda und betreibt dort seit 2021 eine Buchhandlung mit Verlag.

## Politische Einstellungen
Im Oktober 2024 gehörte Ondjaki zu den Unterzeichnern eines Aufrufs zum Boykott israelischer Kulturinstitutionen, „die an der überwältigenden Unterdrückung der Palästinenser mitschuldig sind oder diese stillschweigend beobachtet haben“.

## Werk
- Actu Sanguíneu. Lyrik. 2000.
- Bom Dia Camaradas. Roman. 2001. (deutsch: Bom dia camaradas. Übers.: Claudia Stein. Nord-Süd-Verlag, Zürich 2006, ISBN 3-314-01514-3)
- Momentos de Aqui. Erzählungen. 2001.
- O Assobiador. Novelle. 2002.
- Há Prendisajens com o Xão. Lyrik. 2002.
- Ynari: A Menina das Cinco Tranças. Kinderbuch. 2004.
- Quantas Madrugadas Tem A Noite. Roman. 2004.
- E se Amanhã o Medo. Erzählungen. 2005.
- Os da minha rua. Erzählungen. 2007.
- Avó Dezanove e o segredo do soviético. Roman. 2008.
- O leão e o coelho saltitão. Kinderbuch. 2008.
- Materiais para confecção de um espanador de tristezas. Lyrik. 2009.
- Os vivos, o morto e o peixe-frito. Theater. 2009.
- O voo do Golfinho. Kinderbuch. 2009.
- Dentro de mim faz Sul, seguido de Acto sanguíneo. Lyrik. 2010.
- A bicicleta que tinha bigodes. Jugendbuch, 2011.
- Os Transparentes. Roman. 2012. (deutsch: Die Durchsichtigen. Übers.: Michael Kegler. Verlag Das Wunderhorn, Heidelberg 2015, ISBN 978-3-88423-494-5)
- Uma escuridão bonita. Kinderbuch. 2013
- Sonhos azuis pelas esquinas Erzählungen. 2014  In Brasilien unter dem Titel O céu não sabe dançar sozinho (deutsch: Blaue Träume in jedem Winkel. Übers.: Michael Kegler. TFM Verlag, Frankfurt am Main 2021, ISBN 978-3-939455-16-5)
- O Carnaval da Kissonde. Kinderbuch, 2015
- O convideiro de manaus. Kinderbuch, 2017
- O livro do deslembramento. Roman. 2020